# Tomikawa Fusanobu

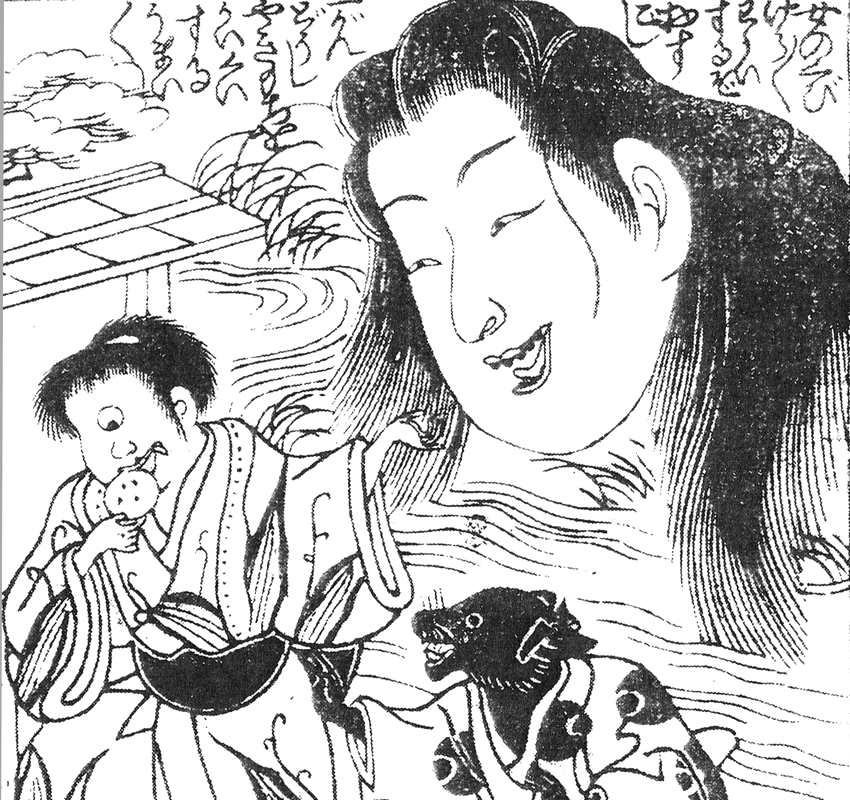
Una kerakeraonna e altri yōkai.

Tomikawa Fusanobu (富川房信?; fl. XVIII secolo) è stato un pittore e incisore giapponese, rappresentante del genere ukiyo-e.

## Biografia
Il suo nome familiare era Yamamoto Kuzaemon ma assunse il nome d'arte di Tomikawa Fusanobu o Tomikawa Ginsetsu.
Nei primi anni di carriera fu scrittore, libraio ed editore di stampe e di racconti illustrati a Odemmacho ad Edo, ma la sua attività fallì e lasciato il precedente mestiere si dedicò al disegno. Fu allievo di Nishimura Shigenaga ma il suo stile fu influenzato dalla scuola Torii. Shikitei Sanba lo considera uno degli iniziatori dell'arte "mame-e", ovvero la pittura in formato minuscolo, come per l'appunto un fagiolo (豆?, mame). Fu sicuramente attivo tra il 1750 ed il 1777.